# Рендел Манро
Рендел Манро (англ. Randall Munroe, нар. 17 жовтня 1984) — американський карикатурист, автор, інженер, вчений-теоретик і творець коміксу xkcd.
Фізик за освітою, Манро працював в НАСА, займаючись проблемами робототехніки. Розпочатий як хобі, комікс xkcd здобув велику кількість фанатів, і зараз є основною діяльність Манро.
На честь Манро названий астероїд 4942 Munroe.

## Раннє життя
Манро народився в Істоні, штат Пенсильванія, в родині інженера. У нього є два молодші брати. Рендел з раннього віку був фанатом коміксів у газетах, починаючи з «Кельвіна і Гоббса». Після закінчення Математично-наукової старшої школи округу Честерфілд у Кловер-Гілл, закінчив університет Крістофера Ньюпорта в 2006 році за спеціальністю фізика.

## Кар'єра

### НАСА
Манро працював за контрактом у НАСА як програміст і робототехнік Дослідного центру Ленглі до і після випуску з університету. У жовтні 2006 року НАСА не продовжили з ним контракт і він переїхав до Бостона, де почав займатися xkcd повний робочий день.

### Комікс

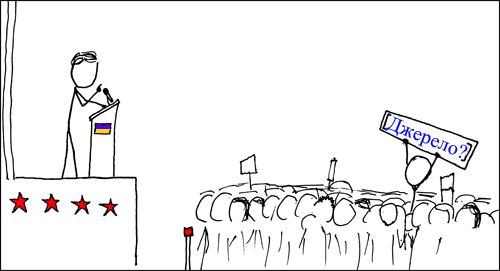
«Вікіпедист-протестувальник», опублікований на xkcd.com із заголовним текстом (підказкою): «Частково захистіть Конституцію». У Вікіпедії, частково захищені сторінки не можуть бути відредаговані новими або незареєстрованими користувачами.

xkcd — це, в першу чергу, комікс фігурок з темами з інформатики, технології, математики, науки, філософії, мови, поп-культури, романтики і фізики.
Манро спочатку використовува «xkcd» як псевдонім у сервісах миттєвих повідомлень, бо хотів мати ім'я без значення, яке йому не набридне з часом. Він зареєстрував доменне ім'я, але не використовував його, допоки не почав викладати свої малюнки у вересні 2005 року. Комікс швидко став дуже популярним, і станом на жовтень 2007 року отримував до 70 млн відвідувань на місяць. Манро сказав: «Я думаю, що комікс, на який я отримав найбільше відгуків, це той, що про світлофори».
Манро тепер живе за рахунок продажу супутніх товарів xkcd, в першу чергу, тисяч футболок на місяць. Він ліцензує свої твори xkcd під ліцензією Creative Commons «з вказанням авторства — некомерційна 2.5», зауваживши, що йдеться не лише про рух за вільну культуру, але також це має сенс для бізнесу.
У 2010 році він опублікував збірку коміксів. Він також влаштував тур лекцій, виступаючи з промовами у таких місцях, як Googleplex у Маунтін-В'ю, Каліфорнія.
Популярність коміксу серед шанувальників наукової фантастики призвела до номінації Манро на премію Г'юго як найкращого фана-художника у 2011 і знову в 2012 році. У 2014 році він виграв премію Г'юго за найкращу графічну історію за комікс xkcd «Час».

### Інші проєкти

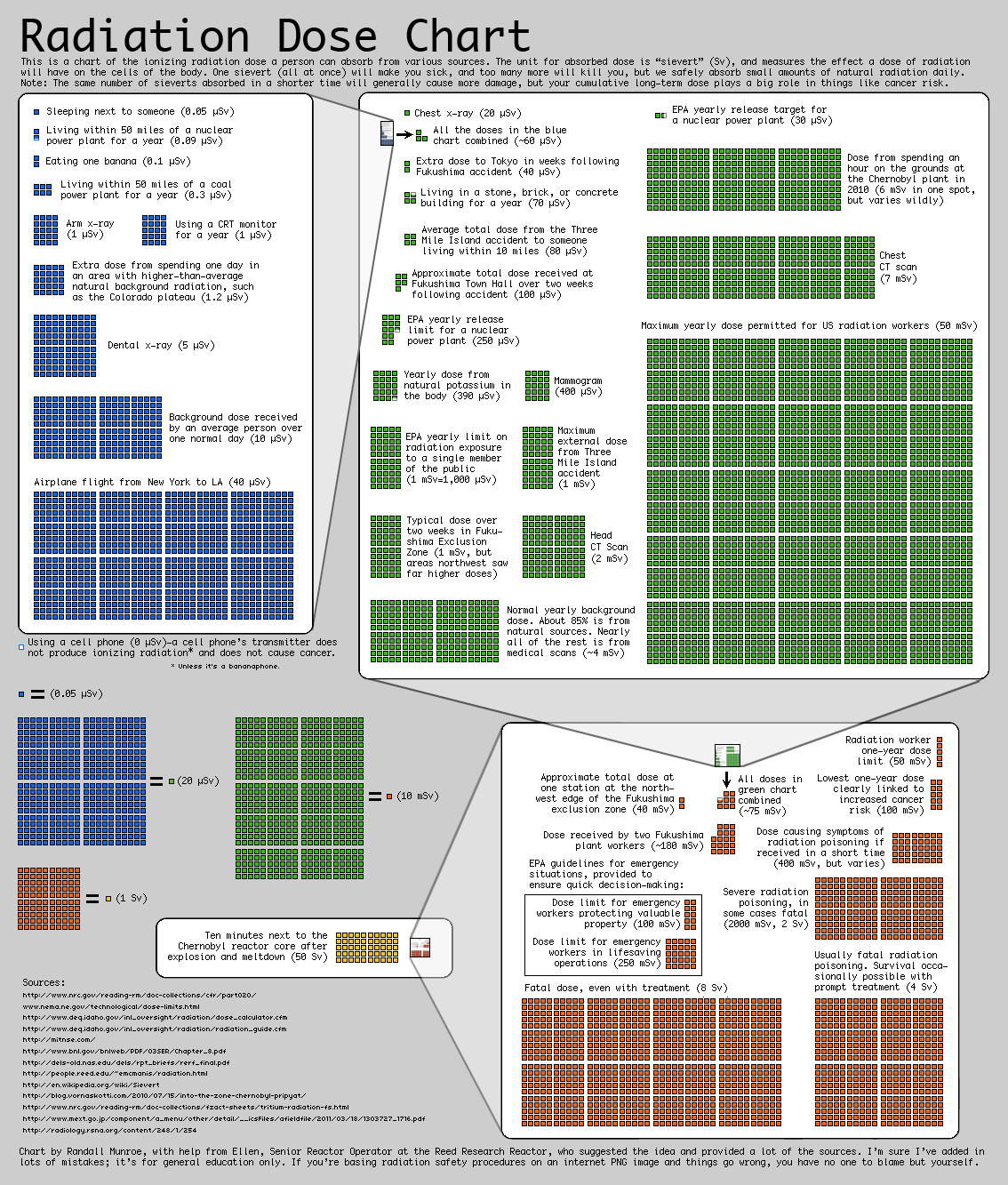
Різні дози радіації в зівертах, починаючи від тривіальних до летальних

Манро є творцем нині неіснуючих сайтів «Найсмішніше», «Наймиліше», і «Найсправедливіше», кожен з яких давав користувачам два варіанти і просив вибрати один.[джерело?]
У жовтні 2008 року інтернет-журнал Нью-Йоркер  опублікував інтерв'ю між Монро і Фарлі Кац, для якого якому кожен карикатурист намалював чотири гумористичні карикатури.
Манро веде блог під назвою «Що якщо?» (англ. What If?), де він відповідає на запитання, надіслані фанатами свого коміксу. Ці питання, як правило, мають абсурдний характер і пов'язані з математикою чи фізикою, і він відповідає на них, використовуючи свої знання і різні наукові джерела. У 2014 році вийшла колекція з деяких відповідей, а також кількох нових і деяких відхилених запитань, у книзі під назвою «Що якщо?: Серйозні наукові відповіді на абсурдні гіпотетичні запитання» (англ. What If?: Serious Scientific Answers to Absurd Hypothetical Questions).
У відповідь на побоювання з приводу радіоактивності, спричиненої аварією на Першій Фукусімській АЕС у 2011 році, і щоб виправити те, що він описав як «оманливі» повідомлення про рівень радіації у ЗМІ, Манро створив графік порівняння різних рівнів опромінення. Графік був швидко використаний друкованими виданнями та інтернет-журналістами у ряді країн, у тому числі на нього послалися онлайн-автори Гардіан і Нью-Йорк Таймс. У відповідь на звернення по дозвіл на передрук графіка і його переклад на японську, Манро передав його у суспільне надбання, але поросив, щоб його статус як не-спеціаліста чітко вказувався у будь-яких перевиданнях.
У жовтні 2013 року Манро опублікував комікси у стилі xkcd на тему на наукових публікацій та відкритого доступу у журналі Science.
Книжка Манро «Пояснювач речей» (англ. Thing Explainer), оголошена в травні 2015 року й видана того ж року, пояснює поняття, використовуючи тільки 1000 найпоширеніших англійських слів. Видавництво книги, Гоутен Міфлін Гаркорт, вбачає ці ілюстрації як потенційно корисні для підручників, й у березні 2016 року оголосило, що в наступних виданнях їхніх підручників з хімії, біології та фізики рівня старшої школи міститимуться деякі малюнки та супровідний текст з «Пояснювача речей».

## Вплив
У вересні 2013 року Мунро оголосив, що група читачів xkcd представила його ім'я як кандидата на перейменування астероїда (4942) 1987 DU6 на 4942 Манро. Назву було прийнято Міжнародним астрономічним союзом.

## Особисте життя
Станом на  травень 2008, Манро живе у Сомервілі, штат Массачусетс.
У жовтні 2010 року, його наречена була діагностована з раком молочної залози; попередніх випадків у родині не зафіксовано. Емоційний ефект від хвороби згадується у випуску коміксу «Емоція», опублікованому 18 місяців по тому у квітні 2012 року. У вересні 2011 року він оголосив, що вони одружилися. У грудні 2017 року Манро підбив підсумки часу з моменту діагнозу його дружини у випуску коміксу під назвою «Сім років».
До його захоплень та інтересів належить аерозйомка з повітряного змія, коли камери кріпляться до повітряних зміїв і роблять знімки поверхні землі або будівель.

## Публікації

### Публікації Манро
- xkcd: volume 0. Breadpig. 2009. ISBN 978-0-61531446-4.
- What If?: Serious Scientific Answers to Absurd Hypothetical Questions. London: John Murray. 2014. ISBN 978-1-84854957-9.
- А що, як?.. Серйозні відповіді на абсурдні запитання. 2018. 978-966-942-287-3
- Thing Explainer. Boston: Houghton Mifflin Harcourt. 2015. ISBN 978-0-54466825-6.
- How To: Absurd Scientific Advice for Common Real-World Problems. 2019. 978-0525537090

### Публікації з участю Манро
- «?» у Machine of Death. Venice, CA: Bearstache, 2010. ISBN 978-0982167120.